# SD Eibar (női csapat)
A Sociedad Deportiva Eibar női labdarúgó csapata 2009-ben az Eibartarrak FT jogutódjaként jött létre. Spanyolország másodosztályú bajnokságában, a Primera Federaciónban szerepel.

## Klubtörténet
Az 1991-ben Eibartarrak FT néven alakult női csapat az 1998–99-es szezonban a bajnokság elődöntőjéig menetelt, két esztendővel később pedig a bajnoki döntőben maradt alul a Levante ellenében. Az együttes anyagi lehetőségei az idény végével azonban kimerültek és 2003-ban az SD Eibar vette át a klub irányítását és Eibar-Eibartarrak névvel folytatták szereplésüket.
2009 óta hivatalosan is az Eibar női szakosztályaként vesz részt a spanyol női labdarúgás hierarchiájában.

## Sikerlista
- Spanyol bajnoki ezüstérmes (1): 2000–01
- Spanyol szuperkupa-győztes (1): 1999

## Játékoskeret
2022. szeptember 10-től
| #  |     | Poszt | Név                |
| -- | --- | ----- | ------------------ |
| 1  | ESP | K     | Noelia García      |
| 13 | ESP | K     | María Miralles     |
| 2  | ESP | V     | Puyi               |
| 4  | ESP | V     | Carla Andrés       |
| 5  | ESP | V     | Andrea Sierra      |
| 6  | ESP | V     | Marta López        |
| 16 | COL | V     | Geraldyne Saavedra |
| 17 | RSA | V     | Noko Matlou        |
| 17 | BRA | V     | Juliana Cardozo    |
| 18 | ESP | V     | Gema Ginés         |
| 3  | URU | KP    | Valentina Morales  |

| #  |     | Poszt | Név               |
| -- | --- | ----- | ----------------- |
| 7  | ESP | KP    | Arene Altonaga    |
| 10 | ESP | KP    | Jone Ibáñez       |
| 12 | BER | KP    | Kenni Thompson    |
| 14 | JPN | KP    | Jónei Honoka      |
| 22 | ESP | KP    | Sheila Elorza     |
| 8  | ESP | CS    | Ane Campos        |
| 9  | URU | CS    | Esperanza Pizarro |
| 11 | ESP | CS    | Laura Camino      |
| 15 | GUA | CS    | Andrea Álvarez    |
| 19 | ESP | CS    | Irati Martín      |

## Korábbi híres játékosok
| - Amaia Peña - Queralt Gómez - Elba Vergés - Carla Morera - Nerea Gantxegi - Alejandra Bernabé - Uxue Iparragirre - María Llompart - Aida Esteve - Ana de Teresa - Kuki - Arola Aparicio - Sara Navarro - Ruth Álvarez - Racheal Kundananji |